# Hemithea vulcanensis
Hemithea vulcanensis là một loài bướm đêm trong họ Geometridae.